# Petar Gračanin
Petar Gračanin (Jagodina, 22. lipnja 1923. – Beograd, 27. lipnja 2004.) je bio general Jugoslavenske narodne armije, načelnik Glavnog stožera JNA (1982. – 1985.), predsjednik Predsjedništva SR Srbije (1987. – 1989.), i savezni ministar unutarnjih poslova (1989. – 1992.).
Bliski suradnik Slobodana Miloševića.
Godine 1999. promoviran je u rezervnog generala armije.